# Битва при Мороні (1352)
Битва при Мороні — битва, що відбулася під час Столітньої війни 14 серпня 1352 року біля невеликого містечка Морон в Бретані, північній частині Франції, одна з важливих битв війни. З боку англійців армією командував сер Вільям Бентлі, з боку французів — Гі де Нель. Точна кількість армій не відома, відомо лише, що французька армія чисельно перевершувала англійців. У ході запеклого бою англійці завдали нищівної поразки французам.
Результатом перемоги стало те, що протягом наступних дванадцяти років французи не робили більш спроб вести бойових дій в Бретані.